# Jarred Blancard
Jarred John Blancard (North Vancouver, 2 de mayo de 1973) es un actor canadiense, reconocido principalmente por interpretar a Henry Bowers en la miniserie It y a Miguel Ángel en la serie Las Tortugas Ninja: Next Mutation.

## Filmografía

### Cine
- 2012 - One Stop Shop (corto)
- 2002 - First Person Plural: Copy Cat (corto)
- 1998 - Disturbing Behavior
- 1996 - The Boys Club
- 1994 - Nunzio's Second Cousin (corto)

### Televisión
- 1999 - The Crow: Stairway to Heaven
- 1997 - Ninja Turtles: The Next Mutation
- 1996 - Millennium
- 1996 - Murder at My Door
- 1996 - The Sentinel
- 1995 - The Marshall
- 1994 - The Yearling
- 1991 - L.A. Law
- 1991 - Living a Lie
- 1990 - Neon Rider
- 1990 - Always Remember I Love You
- 1990 - It